# Грануларен ендоплазмен ретикулум
Грануларен ендоплазматичен ретикулум представлява частта от ендоплазмената мрежа, по чиято повърхност има наличие на рибизоми.
Характерна особеност на мембраните на ретикулума е, че от страна на хиалоплазмата те са покрити от дребни (около 20 nm), тъмни, почти кръгли частици – гранули.

## Откриване и особености
За първи път те са описани от Г. Палад (гранули на Палад), който доказва рибонуклеотидната им природа. Това са рибозоми, свързани с мембраните на ендоплазматичния ретикулум. Върху мембраните рибозомите са разположени под формата на полирибозоми или полизоми (група рибозоми, обединени от една нишка иРНК). Това са функциониращи, синтезиращи белтък рибозоми, които се прикрепват към мембраната със своята голяма субединица.
Грануларния ендоплазматичен ретикулум може да се наблюдава в клетките в две основни пространствени форми:
- дифузно разпръснат – характерен е за недиференцирани клетки или такива с ниска метаболитна активност;

- локални струпвания (ергастоплазма) – характерни са за клетки, активно синтезиращи секреторни белтъци. Така в клетките на черния дроб грануларния ендоплазматичен ретикулум е концентриран в отделни зони (телца на Берг), в нервните клетки – тигроид, в панкреатичните клетки – Ръселови телца.

## Основна функция
Наличието на рибозоми върху повърхността на грануларния ендоплазматичен ретикулум подсказва ролята му в синтеза на белтъци, което е и основната му функция. Трябва само да се отбележи, че не всички белтъци в клетката се синтезират върху мембраните на грануларния ендоплазматичен ретикулум.